# Småhamrastenen
Småhamrastenen, med signum Sö ATA322-4237-2011, är en vikingatida runsten som anmäldes funnen den 23 augusti 2011 vid Småhamra gård i Haninge kommun. Gårdens arrendator Rolf Norlin hade dock uppmärksammat stenen redan hösten 2010. Fyndplatsen ligger ett femtiotal meter nordost om Småhamra västergård och cirka tio meter väster om uppfartsvägen från gården. 

## Äldre fragment
Från samma område är sedan tidigare ett litet, nu försvunnet, runstensfragment känt (Sö 267).

## Brostenar
Sannolikt har båda stenarna stått vid en bro eller ett vadställe, som funnits helt nära gården och vid den mindre bäck som rinner genom dalgången. Den nyfunna runstenen står nu åter intill fyndplatsen strax söder om ån och restes anno 2012 av konservatorn Paterik Stocklassa. 
Norr om bäcken och uppfarten ansluter Åvavägen som fortsätter österut bort mot Åvaviken och Saltsjön. I väster förenar den sig med Österhaninges centralbygder innan den går vidare genom sprickdalen mot Västerhaninge. Runstenen har inte presenterats vetenskapligt (2012) och saknar därmed signum, men inskriften som har tolkats av arkeolog Roger Wikell och runolog Thorgunn Snædal lyder enligt nedan.

## Inskrift
Translitterering av runraden:
: kunar : auk : ulfr : auk : sighialnmʀ : litu : risa : stin : atn : halftan : faþur : sin : kuþ : hial¶bi : ¶ : ant : hans
Normalisering till runsvenska:
Gunnarr ok Ulfʀ ok Sighialmʀ letu ræisa stæin at Halfdan, faður sinn. Guð hialpi and hans.
Översättning till nusvenska:
Gunnar och Ulf och Sighjälm lät resa stenen efter Halvdan, sin fader. Gud hjälpe hans ande.

## Nyfunnet fragment
Vid plöjning av åkern en majdag 2012 hittade Norlin ytterligare en runstensbit, vilken visade sig vara ett avslaget fragment från Småhamrastenen. Fyndet som rapporterats till Runverket ska fästas på den ursprungliga och nu uppresta stenen.